# ルパン三世 新冒険
『ルパン三世 新冒険』（ルパンさんせい しんぼうけん）は、モンキー・パンチ作の漫画作品である。

## 概要
昭和46年（1971年）『週刊漫画アクション』8月12日号から翌年4月27日号までテレビアニメの放送に合わせて連載された作品、全36話。前作の3年後という設定で単行本では第1シリーズに合併され、「さらば愛しきルパン!」の後の第95話以降になる。絵や話は第一シリーズと異なり、線は太く、アニメが子供にも受ける演出をした影響もあって、デフォルメは大袈裟にギャグタッチで描かれる。加えて1話完結ではなく、数話に渡るのが特徴。『ルパン三世 (TV第1シリーズ)』後半及び『ルパン三世 (TV第2シリーズ)』に使用された。

## 登場人物
ルパン三世
怪盗アルセーヌ・ルパンの孫。3年もの間、収監されていたが死刑執行直前に脱獄し、再び活動を始めた。第29話「名画いただきーっ」にて、普段の顔が素顔で無いことが明らかにされる。
次元大介
ルパンの相棒で拳銃の名手。第14話「ルパン日記」でルパンの変装が登場した後、第15話「無色透明」で3年ぶりに再会し再びルパンと行動を共にする。
石川五右ェ門
同じくルパンの相棒で剣の使い手。次元同様第15話「無色透明」で再会。
峰不二子
ルパンの恋人。第14話で再会。前作と違い「ルパンの恋人」という設定が定着し始めるが、第14話「ルパン日記」では地下日日新聞の編集局長を兄に持っていたり、第29話「名画いただきーっ」では女ねずみの一人として扱われていたりするなど話によって設定が多少異なる場合がある。
銭形警部
警官。処刑寸前でまたもやルパンに脱獄されるが、その後も彼を追い続ける。最終話ではルパンが使用してきたトリックを逆に利用し、ルパン一味を追い詰める。
賊族部落（賊族島）の住人
第2話 - 5話に登場。農業も漁業も壊滅したため、住人はルパン一世著の「盗術」をもとに盗みで生活している。「盗術」の奪還を狙うルパン三世と真っ向から対立する。
ソーニャ
CIAと警察に追われるソーニャ家の令嬢。ルパンは祖父の代から恩義があり、彼女の逃亡を手助けする。
丸金金庫の親方
金庫職人。ルパンに自分の作った金庫をことごとく破られてしまう。息子の豹吉も彼の金庫を「前には守りはかたいがウシロにまわるとカラッキシダメ」と評している。
豹吉
丸金の親方の息子。髪型が丸坊主なのを除けば五右ェ門とそっくりの風貌。父親の金庫の弱点を見抜き、「前もうしろもない」大きな卵型の金庫を作りルパンに挑戦させる。
クライド
ギャング。自分たちの隠れ家に忍び込んだルパンを音反応爆弾を使い追い詰めるが、逆にルパンの罠にかかりサンドバッグの中に詰め込まれてしまう。
ポニィ
クライドとコンビを組む女ギャング。左眼に眼帯を付けている。隠れ家に忍び込んだルパンを殺そうとするが失敗、さらに本人も知らずの内にサンドバッグの中のクライドを投げナイフで殺してしまう。
ドクター不乱剣
死体催眠術を使い死人を自分の意のままに操るある製薬研究所の博士。自らに催眠術をかけることにより不死身の体となった。死体催眠の秘密を狙うルパンと対立する。
地下日日新聞の編集局長
ルパンの活動を赤裸々に報告する特集記事「ルパン日記」を掲載する新聞社の編集局長。その手口は予め作成した記事通りにルパンを動かせるというもので、ルパン日記の掲載により当初発行部数わずか百部の地下日日新聞を発行部数数千万部まで売り上げた。峰不二子の兄であり、記事作成の際に不二子をスパイに使っていた。最後は用済みになったルパンを抹殺する記事を書こうとするが、変装して侵入したルパンに社屋ごと爆弾で吹き飛ばされ、ルパン日記の最終回は「地下日日新聞社爆破」で締めくくられた。
無色透明
豪華船や輸送船を襲撃する海賊船「江戸門丸」の船長。生まれつきの透明人間であり、姿を隠す時以外はコートとズボンと帽子、ヒョットコのお面を身に付けている。
20面相
かつてルパンも敬意を払ってきた盗賊。殺し屋としても次元や五右ェ門が相手にならないほどの強さを持つが、殺意のある者しか殺せない。名前の通り変装術も使うことができ、ルパンも彼が峰不二子に変装したのを気づけなかった。怪人二十面相も参照。
ラスプーチン
ルパンの財産をも奪い取った凄腕の詐欺師。女を自分の虜にするテクニックもルパン以上の腕前である。名前は歴史上の怪僧であるラスプーチンからだが、これは彼の本名ではなく通称名である。
紋次郎
五右ェ門がおじ貴として慕っていた「仏の文造」を殺害した男。五右ェ門の復讐から逃れるためにわざと警察に捕まり刑務所に逃げ込もうと企むが、裁判のときにルパンが証拠物件をすり替えたことにより無罪となった。
老人(「宝がザクザク」)
ルパンに宝が眠っていると言われている洞窟を案内した謎の老人。第26話と第27話に登場するが26話では片足片目で松葉杖をついた髪の薄い老人だが、27話では足も眼も両方揃っている白髪の老人と容姿が全く異なっている。
偽ルパン
ルパンに成りすまし、盗みや殺人を行った男。服装や髪型はルパンそっくりだが、太い眉毛など顔つきはルパンと大きく異なる。
博士(「ジキル・ルパンとハイド・ルパン」)
偽ルパンと共謀し、ある時間となると人間の精神と容姿が変貌する「変身病」という架空の病をでっち上げてルパンに「ジキルとハイド」のように自分が非道を知らぬ間に犯しているように思いこませた。ルパンとは長年の付き合いであり、ルパンも博士の事を信用していたため一度は騙されてしまった。
博士(「両面まち！」)
優れた頭脳を持つ博士。仲間に加わって欲しいルパンの勧誘を拒否し、神経毒ガスや特殊ゴムなどの装置を備えた部屋に立て籠もる。無類の麻雀好きであり、イカサマを嫌う。ルパンの策略により部屋から連れ出され「千点負けるごとに1ヵ月ルパンの研究所で働く」というルパンの賭け麻雀の提案に乗るが、結局百二十万点の負けで百年間ルパンの元で働くことになった。
タガニーゼ
国際フィルハーモニーの指揮者。「ルパン葬送曲」を作曲し、指揮棒の動きひとつで銃を持った殺し屋や鎖の罠などを操りルパン達を襲う。正体は銭形警部の変装で「ゼーニガタ」を逆から読んだ偽名である。

## サブタイトル
1. ニセ岩窟王
2. 賊族部落（その1）※後に「賊族島」と改題（差別用語問題のため）。
3. 賊族部落（その2）
4. 競盗国際大会(その1)
5. 競盗国際大会(その2)
6. ルパン勧進帳（その1）
7. ルパン勧進帳（その2）
8. ルパンと金庫破り（その1）
9. ルパンと金庫破り（その2）
10. ポニイとクライド（その1）
11. ポニイとクライド（その2）
12. ドクター不乱剣（その1）
13. ドクター不乱剣（その2）（ゼンマイじかけとサイミンじかけ）
14. ルパン日記
15. 無色透明（その1）
16. 無色透明（その2）
17. 対20面相（その1）
18. 対20面相（その2）
19. 吸血（その1）
20. 吸血（その2）
21. ラスプーチン（その1）
22. ラスプーチン（その2）
23. ラスプーチン（その3）
24. いただきーッ
25. 五右ェ門の復讐
26. 宝がザクザク（その1）
27. 宝がザクザク（その2）
28. マジック・ビン
29. 名画いただきーっ
30. ジキル・ルパンとハイド・ルパン（その1）
31. ジキル・ルパンとハイド・ルパン（その2）
32. 両面まち！（その1）
33. 両面まち！（その2）
34. ルパン葬送曲（その1）
35. ルパン葬送曲（その2）

- 番外・ルパン資料篇（単行本描き下ろし)

## 関連リンク
- ルパン三世